# Principio di Le Châtelier

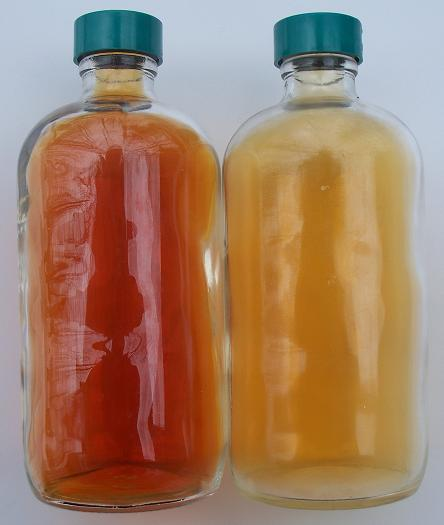
La reazione reversibile N_{2}O_{4} (g) ⇌ 2NO 2 (g) è endotermica, quindi la posizione di equilibrio può essere spostata variando la temperatura. Quando viene aggiunto calore e la temperatura aumenta, la reazione si sposta verso destra e il pallone diventa marrone rossastro a causa di un aumento di NO_{2}. Ciò dimostra il principio di Le Chatelier: l'equilibrio si sposta nella direzione in cui consuma energia. Quando il calore viene rimosso e la temperatura diminuisce, la reazione si sposta verso sinistra e il pallone diventa incolore per un aumento di N_{2}O_{4}: sempre secondo il principio di Le Chatelier.

Il principio di Le Châtelier (anche detto principio di Le Châtelier-Braun o principio dell'equilibrio mobile) è un principio di termodinamica chimica, secondo il quale ogni sistema in equilibrio tende a reagire ad una perturbazione impostagli dall'esterno minimizzandone gli effetti.
Quando in una reazione chimica in equilibrio si modificano i parametri con cui avviene (concentrazione dei reagenti o concentrazione dei prodotti, volume o pressione, temperatura), la reazione si sposta o verso destra (verso i prodotti) o verso sinistra (verso i reagenti), per raggiungere un nuovo equilibrio.
Va notato che il principio vale solo per i sistemi in equilibrio. 
Prende il nome da Henri Le Châtelier che per primo lo enunciò chiaramente nel 1884.

## Illustrazione
Supponiamo di avere una generica reazione con reagenti e prodotti in fase gassosa.
{\displaystyle {\ce {N2 + 3H2 <=> 2NH3}}}
Definendo N2 "A", H2 "B" e NH3 "AB", assumiamo che il sistema si trovi in equilibrio, con una costante di equilibrio Kp definita come segue:
{\displaystyle K_{p}={\frac {p_{AB}}{p_{A}p_{B}}}}
dove i vari {\displaystyle p_{i}} sono le pressioni parziali (cioè la pressione totale moltiplicata per le frazioni molari) dei tre componenti. Questa relazione è valida solo se le specie chimiche sono gas ideali.
A temperatura costante Kp rimane invariata; in queste condizioni, la concentrazione dei componenti all'equilibrio potrà cambiare a seguito di alcune modifiche alle condizioni del sistema stesso.

### Variazione di concentrazione
Aggiungendo A, per esempio, la reazione dovrà spostarsi a destra per mantenere costante la Kp. Per generalizzare, aggiungendo un reagente, l'equilibrio si sposterà a destra, aggiungendo un prodotto, l'equilibrio si sposterà a sinistra.

### Pressione e volume
Una variazione di pressione o di volume ha effetto solo quando tutti i componenti della reazione sono in fase gassosa e si ha una variazione del numero delle moli per unità di volume.
Comprimere la miscela (quindi aumentarne la pressione) sposta l'equilibrio verso la zona in cui si hanno meno moli (es: {\displaystyle {\ce {N2O4 -> 2 NO2}}}, l'equilibrio si sposterà verso sinistra in quanto abbiamo una sola mole di sostanza), espanderla sposta l'equilibrio nella zona a maggiore concentrazione di molecole.

### Temperatura
Variando la temperatura (si noti che però in questo caso cambia anche la costante di equilibrio), si possono intuitivamente intendere le risposte del sistema considerando il calore come una sorta di reagente o prodotto di reazione: ipotizzando che la nostra reazione sia endotermica, e cioè richieda calore per produrre AB, aumentare la temperatura (cioè aggiungere calore) sposta la reazione verso destra.

## Esempi

### Concentrazione
Variare la concentrazione di un composto in una soluzione sposta l'equilibrio laddove si possa ridurre questo cambiamento di concentrazione.

Questo può essere facilmente illustrato nell'equilibrio tra monossido di carbonio e idrogeno gassoso, che reagendo formano metanolo:
{\displaystyle {\ce {CO + 2H2 <=> CH3OH}}}
Aumentando la concentrazione di CO nel sistema, il principio di Le Châtelier prevede la tendenza della reazione a consumare il monossido in eccesso, incrementando il prodotto (il metanolo) e limitando la variazione del reagente in eccesso (il monossido di carbonio). L'equilibrio si sposta a destra.

### Temperatura
Nella reazione reversibile tra azoto gassoso e idrogeno gassoso, i due gas reagiscono per formare ammoniaca:
{\displaystyle {\ce {N2 + 3H2 <=> 2NH3}}}
in cui si ha una variazione di entalpia pari a  {\displaystyle \Delta H=-92\ {\text{kJ}}\cdot {\text{mol}}^{-1}}. Questa è quindi una reazione esotermica (verso destra).
Se si diminuisse la temperatura, l'equilibrio si sposterebbe in direzione esotermica, cioè a destra, favorendo la produzione di ammoniaca. La reazione illustrata è nota come processo Haber.
Per comprendere come agisce la diminuzione o l'aumento della temperatura, si può considerare il calore come uno dei prodotti della reazione; infatti in genere una reazione può essere indicata nel seguente modo:
- aA + bB = cC + dD + q

dove:
- A e B sono i reagenti
- C e D i prodotti
- a, b, c e d sono i coefficienti stechiometrici
- q il calore sprigionato dalla reazione.[4])

Fornire calore (ad una reazione esotermica) vuol dire quindi aumentare uno dei suoi prodotti. Per il principio di Le Châtelier sulla concentrazione, dunque, aumentando uno dei prodotti la reazione tenderà a far aumentare i reagenti, con un conseguente spostamento verso sinistra (verso i reagenti) della reazione stessa.
Inversamente, se sottraiamo calore alla reazione, dunque un prodotto, la reazione si sposterà verso destra poiché essa tende ad equilibrarsi, e quindi a trasformare più reagenti in quantità maggiore di prodotti. 
In effetti, la relazione considerata può essere letta sia da sinistra verso destra, sia da destra verso sinistra e corrisponde ad un equilibrio dinamico tra la "reazione diretta" (esotermica):
- aA + bB → cC + dD + q

e la sua "reazione inversa" (endotermica):
- cC + dD + q → aA + bB

Ad ognuna di queste reazioni è associata una velocità di reazione, e a seconda che sia maggiore la velocità di reazione della reazione diretta o della reazione inversa, si avrà rispettivamente produzione di C, D e q (nel primo caso) oppure di A e B (nel secondo caso).
Per il 1º principio di Le Châtelier, all'aumentare della concentrazione dei prodotti, si ha lo spostamento della reazione diretta verso sinistra, quindi viene favorito l'aumento dei reagenti A e B (poiché la reazione tende sempre ad equilibrarsi, e aggiungendo un prodotto il sistema reagente tende spontaneamente a creare una maggiore quantità di reagenti).
Quindi all'aumentare della concentrazione dei prodotti (C, D e/o q) la reazione diventerà sempre meno esotermica, fino a diventare endotermica o endoenergetica (cioè si avrà assorbimento di calore), in modo da eliminare il calore fornito, che quindi viene assorbito. Ciò vuol dire che viene preferita la reazione inversa.
Al contrario, sottraendo calore (ad esempio diminuendo la temperatura), la reazione si sposta verso destra e il sistema reagente tende a formare un quantitativo maggiore di prodotti. Inoltre, il calore sottratto alla reazione viene rimpiazzato liberando calore, per cui la reazione avverrà in maniera esotermica o esoenergetica.

### Pressione
Una variazione di pressione non sempre apporta modifiche ad un sistema all'equilibrio. Le variazioni di pressione provocano dei cambiamenti solamente se vi sono presenti specie chimiche allo stato aeriforme.
Riferendosi sempre alla reazione del processo Haber accennato nel paragrafo sopra, si noti che le moli di gas a sinistra sono quattro, mentre a destra sono due.
Per la legge dei gas ideali, gas a uguale pressione e temperatura occupano identico volume. Se si aumenta la pressione totale del sistema, per il principio di Le Châtelier l'equilibrio tenderà a ridurla. Pertanto se due moli occupano un volume minore di quattro, ne deriva che l'equilibrio si sposta ancora una volta a sinistra.

## Controesempi
Il principio di Le Châtelier è a volte equivocato come un principio fondamentale della natura, per cui ogni tentativo di modificare una reazione chimica verrebbe contrastato da una reazione del sistema (un po' come l'asinello di Newton). In realtà, il principio è nato come un'osservazione empirica, che risulta valida solo per i sistemi all'equilibrio il cui comportamento dipende principalmente dalla termodinamica e solo marginalmente dalla cinetica.

### Reazione cineticamente lenta
Supponiamo di avere una perdita di gas metano in un appartamento. La miscela di aria e metano che si formerebbe dovrebbe reagire secondo la reazione di combustione:
{\displaystyle {\ce {2O2 + CH4 <=> CO2 + 2H2O}}}
La reazione verso destra è fortemente esotermica; tuttavia, essa non procede rapidamente per motivi cinetici: vale a dire che il potenziale per una forte produzione di calore è presente, ma a condizioni normali la reazione è estremamente lenta. Ciò è essenzialmente dovuto alla relativa stabilità degli idrocarburi, come il metano, quando esposti all'aria.
Se un malaccorto inquilino entra nella stanza e, accendendo la luce, fa partire una scintilla, questa è un leggerissimo contributo di calore alla miscela esplosiva e quindi, dal punto di vista strettamente termodinamico, dovrebbe spostare verso sinistra l'equilibrio della reazione: siccome il principio di Le Châtelier non è valido per questo sistema lontano dall'equilibrio, il risultato non sarà il raffreddamento della stanza.

### Motore a combustione interna
I motori a combustione interna producono energia meccanica da una diretta violazione del principio di Le Châtelier: una miscela di aria e combustibile (benzina, gasolio o altro) viene compressa rapidamente, fino a provocare un'esplosione (vedi l'articolo sul numero di ottano), con o senza l'ausilio di candele.
Il principio di Le Châtelier, a causa dell'aumento di pressione e di temperatura (la compressione è adiabatica, non isotermica) predirebbe uno spostamento della reazione verso il lato endotermico e con meno molecole gassose, ma la reazione che avviene è l'esatto opposto: la combustione produce principalmente anidride carbonica, vapore e calore. Ancora una volta, il motivo è l'instabilità termodinamica della miscela di aria e combustibile.

### Sistemi caotici
La contraddizione maggiore al principio di Le Châtelier è nei sistemi caotici, come per esempio nei modelli del clima: è nota l'immagine del battito d'ali di una farfalla a un capo del mondo che scatena una serie di eventi che causano un uragano all'altro capo. Anche in questo caso, la causa fondamentale della mancata validità del principio è che il sistema non è all'equilibrio: nel caso del clima, c'è per esempio una continua immissione di energia nel sistema da parte del sole, che perturba ogni eventuale stato di equilibrio che può formarsi.